# Nicolaus Schienen
Nicolaus Schienen (* um 1490 in Zell (Mosel); † 21. August 1556 in Kröv) war ein deutscher Generalvikar, Titularbischof von Azot (Aschdod) und Weihbischof von Trier.

## Leben
Nicolaus Schienen war ein Sohn des Zeller Stadtschultheißen Jacob Schienen, der ursprünglich Jacob Haik von Kröv hieß und den Namen seiner Ehefrau Engelen Schienen angenommen hatte. Es wird angenommen, dass Schienen seine erste schulische Ausbildung in der Lateinschule der Minoriten im benachbarten Merl erhielt. Nach seiner schulischen Ausbildung begann Schienen 1508 in Erfurt ein Studium, das er mit einem Baccalaureus abschloss. Dem folgten weitere Studien von 1510 bis 1512 in Heidelberg mit Abschluss des Magister Artiums, sowie in Bologna von 1515 bis 1516 mit Promotion zum Dr. jur. utr. 1514 trat er in der zur Diözese Köln gehörenden Eifelgemeinde Steinborn seine erste Stelle als Pfarrer an. 1519 wurde er erst Geheimsekretär des Trierer Erzbischofs Richard von Greiffenklau, bevor er am 26. Oktober 1519 zum Weihbischof und Generalvikar von Trier und Titularbischof von Azotus ernannt wurde.
Während seiner Amtszeit stand er als Suffragan den Erzbischöfen Richard von Greiffenklau (1511–1531), Johann III. von Metzenhausen (1531–1540), Johann IV. Ludwig von Hagen (1540–1547), Johann V. von Isenburg (1547–1556) und Johann VI. von der Leyen (1556–1567) unterstützend zur Seite und ist damit der am längsten gediente Trierer Weihbischof. 1546 übernahm er die Pfarrpfründe von Kröv und 1548 trat Schienen, der als hochbegabt galt und dem man Redegewandtheit nachsagte, bei der Diözesansynode auf, um in einer Rede seine Einwände gegen die Reformation vorzubringen. Nach seinem Tode im Jahre 1556 wurde er in der Trierer Liebfrauenkirche beigesetzt. Sein Grabmal ist nicht erhalten geblieben, die lateinische Inschrift ist jedoch überliefert:
„Nicolaus Schienen, ex oppido Cellis ad Mosellam, Episcopus Azotensis, quinque Archiepiscoporum Trevirensium Suffraganeus, vitâ per annos 66 pie et tranquille actâ, ad meliora, corpus hoc loco fessum reliquit, exspectans diem Domini, quo unusquisque propria corporis, prout bona vel mala gessit, relaturus est. Obiit anno salutis 1556 31 Augusti.“
(„Nicolaus Schienen, aus der Stadt Zell an der Mosel, Bischof von Azotus, Suffraganbischof von fünf Trierer Erzbischöfen, hat, nachdem er 66 Jahre ein frommes und ruhiges Leben führte, seinen erschöpften Körper zu Besserem hier zurückgelassen, den Tag des Herrn erwartend, an dem ein jeder über das eigene Gute oder Schlechte, das er im Leibe getan hat, Rechenschaft geben muss. Er starb im Jahr des Heils 1556 am 31. August.“)